# Navya
Navya SAS se sídlem ve Villeurbanne (poblíž Lyonu) je francouzským výrobcem autonomních vozidel založených v roce 2014. Miniaturní vozidlo Arma z roku 2015 je považováno za první sériově vyráběné vozidlo pro pravidelnou dopravu.

## Vozidla
V říjnu 2015, představila Navya vozidlo s názvem Arma, je to Autonomní elektrické vozidlo pro přepravu cestujících. Jako "inteligentní" minibus bez řidiče může být vozidlo pro až 15 osob s rychlostí až 45 km/h.Od dubna 2016 bylo v dopravě cestujících použito šest vozidel v místě jaderné elektrárny Civaux ve Francii; první experimentální použití ve veřejné dopravě začalo v červnu 2016 dvěma vozidly v Sionu ve Švýcarsku; [reference [2]] V září 2016 začala v Lyonu další operace veřejné dopravy. Od poloviny května 2017 je k dispozici zkušební provoz pro veřejnou dopravu ve městě Koppl (Salcburk-okolí).

## Společnost

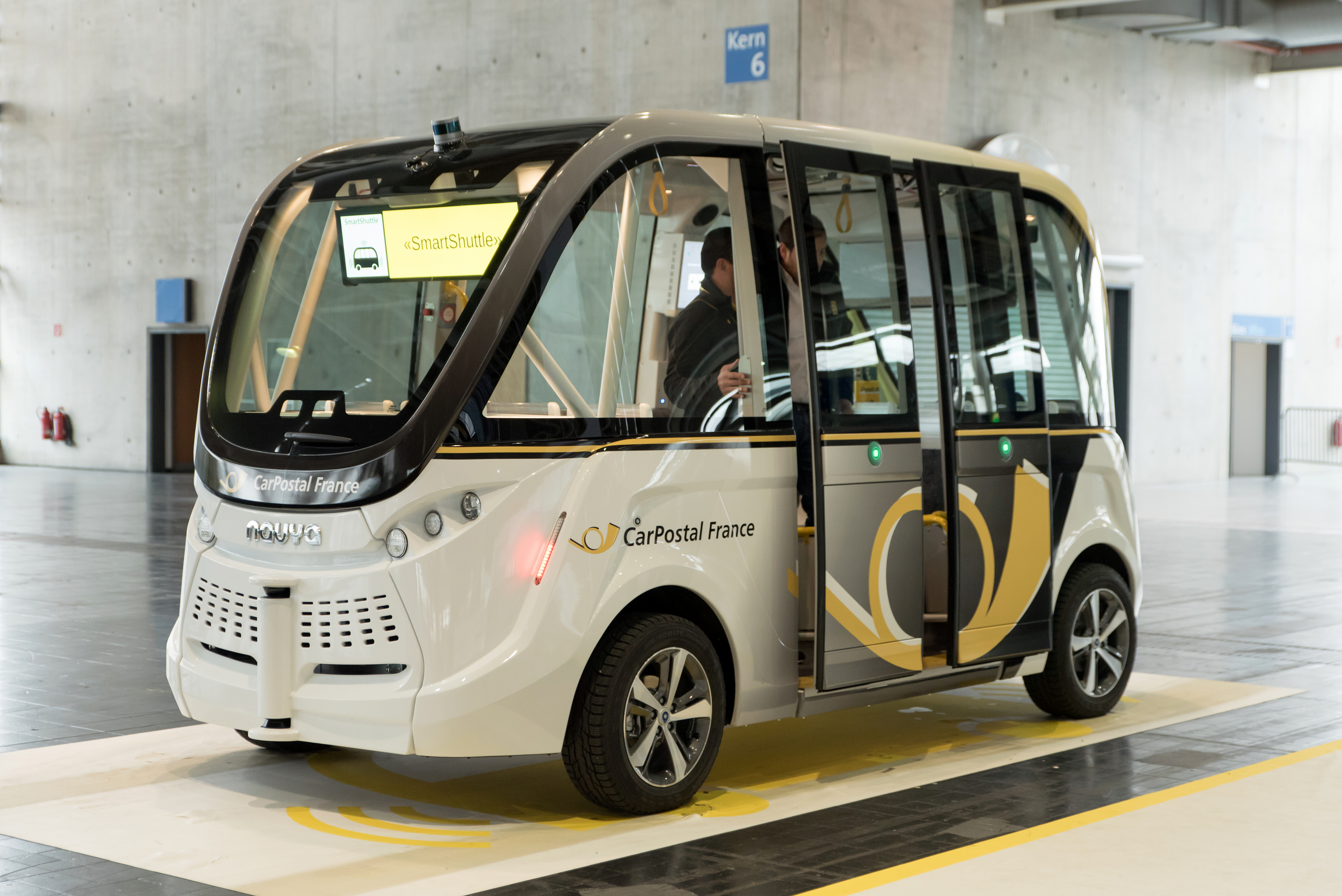
Arma na Cebitu (2017)

Společnost byla v roce 2014 založena Christopherem Sapetem, dříve spoluzakladatelem, společnosti Infogrames Studios, která vyrábí videohry. V lednu 2016 společnost získala od finančních investorů rizikový kapitál ve výši 4,1 milionu EUR. V říjnu 2016 bylo podepsáno nové kolo financování ve výši 30 milionů EUR, které podepsal dodavatel automobilů Valeo, dopravce Keolis a finanční investor z Kataru. 